# Pittefaux
Pittefaux là một xã trong tại tỉnh Pas-de-Calais trong vùng Hauts-de-France của Pháp.

## Địa lý
Pittefaux có cự ly 5 dặm (8,0 km) về phía đông bắc Boulogne, tại giao lộ của các tuyến đường D232 và D242 bên bờ sông Wimereux.

## Dân số
| 1962                                                              | 1968 | 1975 | 1982 | 1990 | 1999 | 2006 |
| ----------------------------------------------------------------- | ---- | ---- | ---- | ---- | ---- | ---- |
| 57                                                                | 73   | 63   | 77   | 115  | 125  | 130  |
| Số liệu điều tra dân số tính từ năm 1962, dân số chỉ tính một lần |      |      |      |      |      |      |

## Địa điểm nổi bật
- Nhà thờ St.Louis, thế kỷ 19.
- Lâu đài thế kỷ 17 Souverain-Moulin.